# 러시아 여자 농구 국가대표팀
러시아 여자 농구 국가대표팀(러시아어: Женская сборная России по баскетболу)은 러시아를 대표하여 국가대항전에 참가하는 여자 농구 국가대표팀이다. 러시아 농구 연맹이 관리하고 있으며 올림픽에서 동메달 2개를 획득했고 월드컵에서 3회 준우승했다.

## 역대 성적

### 올림픽
| 올림픽 기록 | 올림픽 기록           | 올림픽 기록           | 올림픽 기록           | 올림픽 기록           |
| 연도        | 결과                  | 경기                  | 승                    | 패                    |
| ----------- | --------------------- | --------------------- | --------------------- | --------------------- |
| 1976년      | 소련으로 참가         | 소련으로 참가         | 소련으로 참가         | 소련으로 참가         |
| 1980년      | 소련으로 참가         | 소련으로 참가         | 소련으로 참가         | 소련으로 참가         |
| 1984년      | 소련으로 참가         | 소련으로 참가         | 소련으로 참가         | 소련으로 참가         |
| 1988년      | 소련으로 참가         | 소련으로 참가         | 소련으로 참가         | 소련으로 참가         |
| 1992년      | 독립국가연합으로 참가 | 독립국가연합으로 참가 | 독립국가연합으로 참가 | 독립국가연합으로 참가 |
| 1996년      | 5위                   | 8                     | 6                     | 2                     |
| 2000년      | 6위                   | 7                     | 3                     | 4                     |
| 2004년      | 동메달                | 8                     | 6                     | 2                     |
| 2008년      | 동메달                | 8                     | 6                     | 2                     |
| 2012년      | 4위                   | 8                     | 5                     | 3                     |
| 2016년      | 진출 실패             | 진출 실패             | 진출 실패             | 진출 실패             |
| 2020년      | 진출 실패             | 진출 실패             | 진출 실패             | 진출 실패             |
| 2024년      | 출전 금지             | 출전 금지             | 출전 금지             | 출전 금지             |
| 합계        | 5/13                  | 39                    | 26                    | 13                    |